# 岡部実
岡部 実（おかべ みのる、1918年10月23日 - 2011年6月15日）は、日本の経営者。日本原子力発電社長、会長を務めた。

## 来歴・人物
東京都出身。1941年に東京帝国大学工学部電気工学科を卒業し、同年に日本発送電に入社した。1951年6月に東京電力に転じ、1975年5月に取締役に就任し、1977年6月に常務を経て、1981年6月に日本原子力発電社長に就任。1992年6月に会長、1995年6月に取締役相談役、1997年6月に常任相談役を経て、2001年6月に顧問に就任。
1986年4月に藍綬褒章を受章し、1993年4月に勲二等旭日重光章を受章。
2011年6月15日、脳梗塞のために死去。92歳没。